# リチャード・エリオット (外交官)
リチャード・エリオット（英語: Richard Eliot、1694年10月28日洗礼 – 1748年11月19日）は、グレートブリテン王国の外交官、政治家。1733年から1748年まで庶民院議員を務めた。

## 生涯
海軍軍人ウィリアム・エリオット（William Eliot、1694年7月2日以降没、ニコラス・エリオットの息子）と妻アン（Anne、旧姓ウィリアムズ（Williams）、1723年4月11日没、ローレンス・ウィリアムズの娘）の息子として生まれ、1694年10月28日にセント・ジャーマンズで洗礼を受けた。兄に庶民院議員エドワード・エリオットがいる。1712年7月15日にオックスフォード大学ベリオール・カレッジに入学、1716年にM.A.の学位を修得した。
1719年に在スウェーデンイギリス大使館の秘書官（年収200ポンド）に任命された。1722年9月18日に兄エドワードが死去すると、その息子でわずか4歳のジェームズ・エリオット（1718年ごろ – 1742年11月24日）に代わって領地を管理、懐中選挙区であるセント・ジャーマンズ選挙区の管理も行った。1742年にジェームズが死去するとポート・エリオットの領地を継承した。官職では1722年より内国消費税徴税官（commissioner of excise）を務め、1729年5月に退任した後は1730年1月から1738年までコーンウォール公領測量長官（surveyor general of the Duchy of Cornwall）を、1738年3月から1748年11月までコーンウォール公領歳入長官（receiver general of the Duchy of Cornwall）を務めた。
1733年1月、セント・ジャーマンズ選挙区の補欠選挙に当選して庶民院議員に就任した。1734年イギリス総選挙でリスカード選挙区に鞍替えして再選、1741年イギリス総選挙でもリスカード選挙区で再選した後、1747年イギリス総選挙ではセント・ジャーマンズ選挙区で当選した。議会でははじめ与党に属し、1733年に物品税法案に賛成票を投じ、1734年に七年議会法廃止法案に反対票を投じたが、1738年にウェールズ公フレデリック・ルイスとともに野党に転じ、1739年にパルド協定に反対票を投じた。1742年に首相ロバート・ウォルポールが辞任した後は与党に転じたが、1747年に再びウェールズ公とともに野党に転じた。
1748年11月19日に死去、12月3日にセント・ジャーマンズで埋葬された。長男エドワードが遺産を継承した。死去時点で財政難であり、妻ハリオットはその理由をコーンウォール公領の官職での支出に帰した。

## 家族

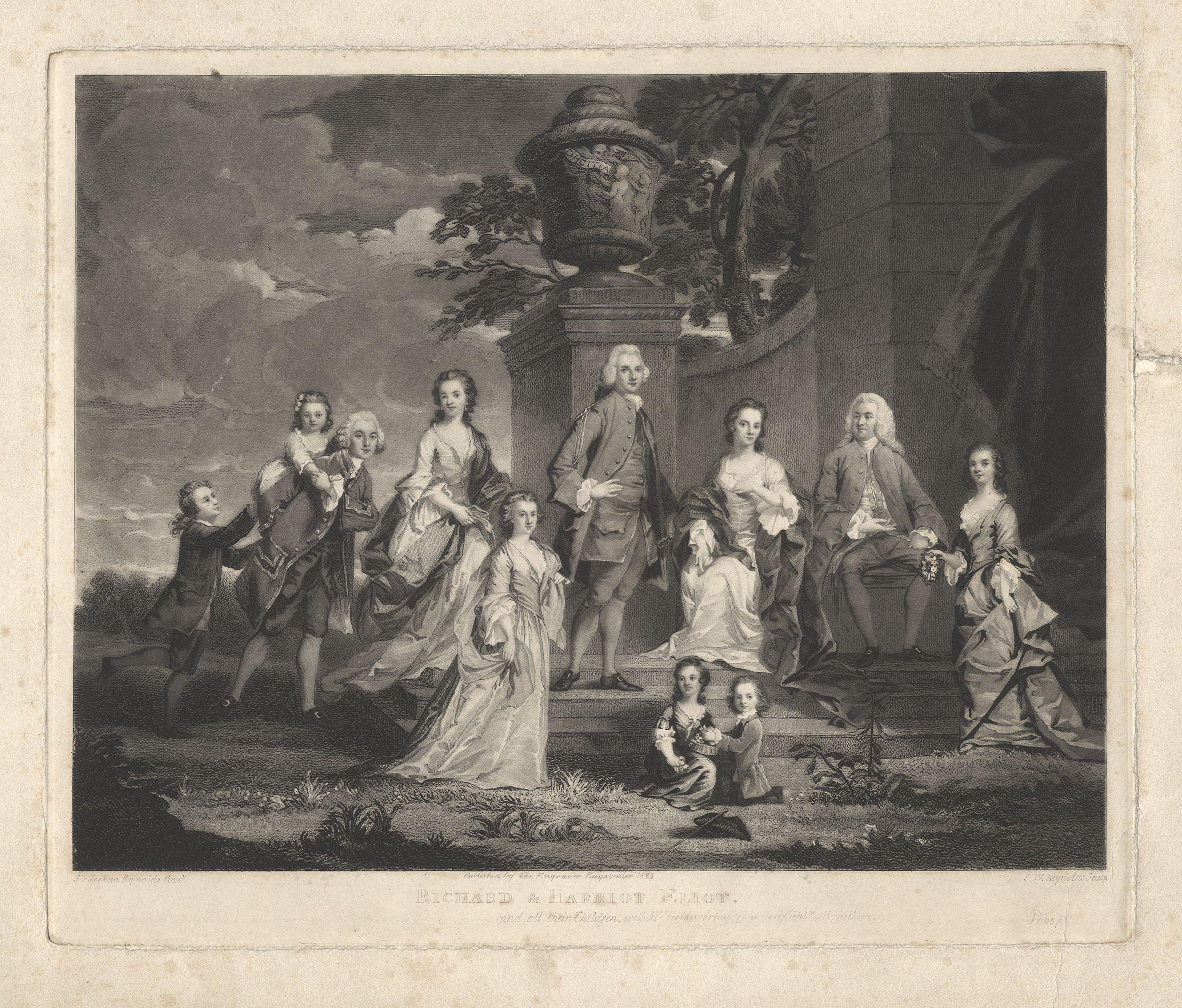
エリオット一家の肖像画。ジョシュア・レノルズの絵画に基づくメゾチント。

1726年3月4日、ハリオット・クラッグス（Harriot Craggs、1713年2月 – 1769年2月1日埋葬、南部担当国務大臣ジェームズ・クラッグスの庶出の娘）と結婚、3男6女をもうけた。
- エドワード（1727年7月8日 – 1804年2月17日） - 初代エリオット男爵[1]
- アン（1729年11月17日 ポート・エリオット（英語版） – 1816年2月と4月の間） - 1751年11月29日、ヒュー・ボンフォイ（英語版）（1762年3月12日没）と結婚、子供あり[1]
- ハリオット（1731年12月15日 – 1776年1月27日埋葬） - 1753年4月3日、ペンドック・ニール（Pendock Neale、1768年11月と1773年3月の間に没）と結婚[1]
- リチャード（1733年7月16日 セント・ジャーマンズ（英語版） – 1747年4月28日 キンセール（英語版）） - 1744年よりジョン・ハミルトン閣下（英語版）が艦長を務める戦列艦オーガスタ（英語版）に乗船しており、海軍軍人となる予定だったが、1747年にキンセール（英語版）で死去した[7]
- ヘスター（1735年3月11日 – 1736年4月12日[1]）
- オーガスタ（1737年6月10日 – 1737年11月27日埋葬 セント・ジャーマンズ[1]）
- エリザベス（1739年5月3日 セント・ジャーマンズ – 1771年8月1日） - 1759年8月8日、チャールズ・コックス（英語版）（後の初代サマーズ男爵）と結婚、子供あり[1]
- ジョン（1741年7月12日 – 1769年6月12日 西フロリダ） - 海軍軍人、西フロリダ総督[1]
- キャサリン（Catharine、1743年10月29日 ポート・エリオット – 1798年8月3日埋葬 セント・ジャーマンズ[1]）